# August 1999
Portal Geschichte | Portal Biografien | Aktuelle Ereignisse | Jahreskalender | Tagesartikel

◄ |
19. Jahrhundert |
20. Jahrhundert
| 21. Jahrhundert

◄ |
1960er |
1970er |
1980er |
1990er
| 2000er | 2010er | 2020er | ►

◄ |
1995 |
1996 |
1997 |
1998 |
1999
| 2000 | 2001 | 2002 | 2003 | ►

◄ |
Mai 1999 |
Juni 1999 |
Juli 1999 |
August 1999 |
September 1999 |
Oktober 1999 |
November 1999 |
►
Dieser Artikel behandelt tagesbezogene Nachrichten und Ereignisse im August 1999.

## Tagesgeschehen

### Montag, 2. August 1999
- Belgien/Brüssel: Die Leichen der 15 bzw. 14 Jahre alten Jugendlichen Yaguine Koita und Fodé Tounkara aus dem westafrikanischen Guinea werden an Bord eines Flugzeugs vom Typ Airbus A330 der Fluggesellschaft Sabena gefunden. Die Flüchtlinge gingen in Conakry als blinde Passagiere an Bord und erfroren.
- Katima Mulilo/Namibia: In den Morgenstunden überfallen Rebellen der Caprivi Liberation Army mehrere strategische Orte in der Regionshauptstadt Katima Mulilo und lösen damit den Caprivi-Konflikt aus. Die CLA besetzt neben der Polizeistation und dem namibischen Rundfunksender auch den Flughafen der Stadt. Unmittelbar danach erklärt Präsident Nujoma den Ausnahmezustand.
- Philadelphia/Vereinigte Staaten: Der Psychothriller The Sixth Sense feiert Weltpremiere und erhält größtenteils positive Kritikerstimmen.[1]

### Samstag, 7. August 1999

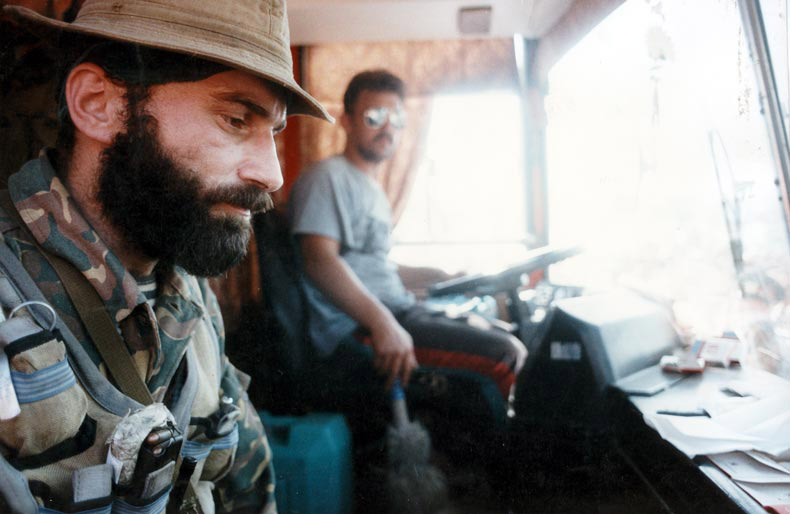
Schamil Bassajew (1995)

- Dagestan/Russland: Der Dagestankrieg beginnt mit einem Angriff von rund 400 tschetschenischen und arabischen Freischärlern unter dem Kommando Schamil Bassajews und des Islamisten Ibn al-Chattab auf die tschetschenische Nachbarrepublik Dagestan.[2]

### Montag, 9. August 1999
- Moskau/Russland: Das Unterhaus der Föderationsversammlung bestätigt den von Präsident Boris Jelzin vorgeschlagenen Leiter des Inlandsgeheimdiensts Wladimir Putin als neuen Ministerpräsidenten von Russland.[3]

### Mittwoch, 11. August 1999

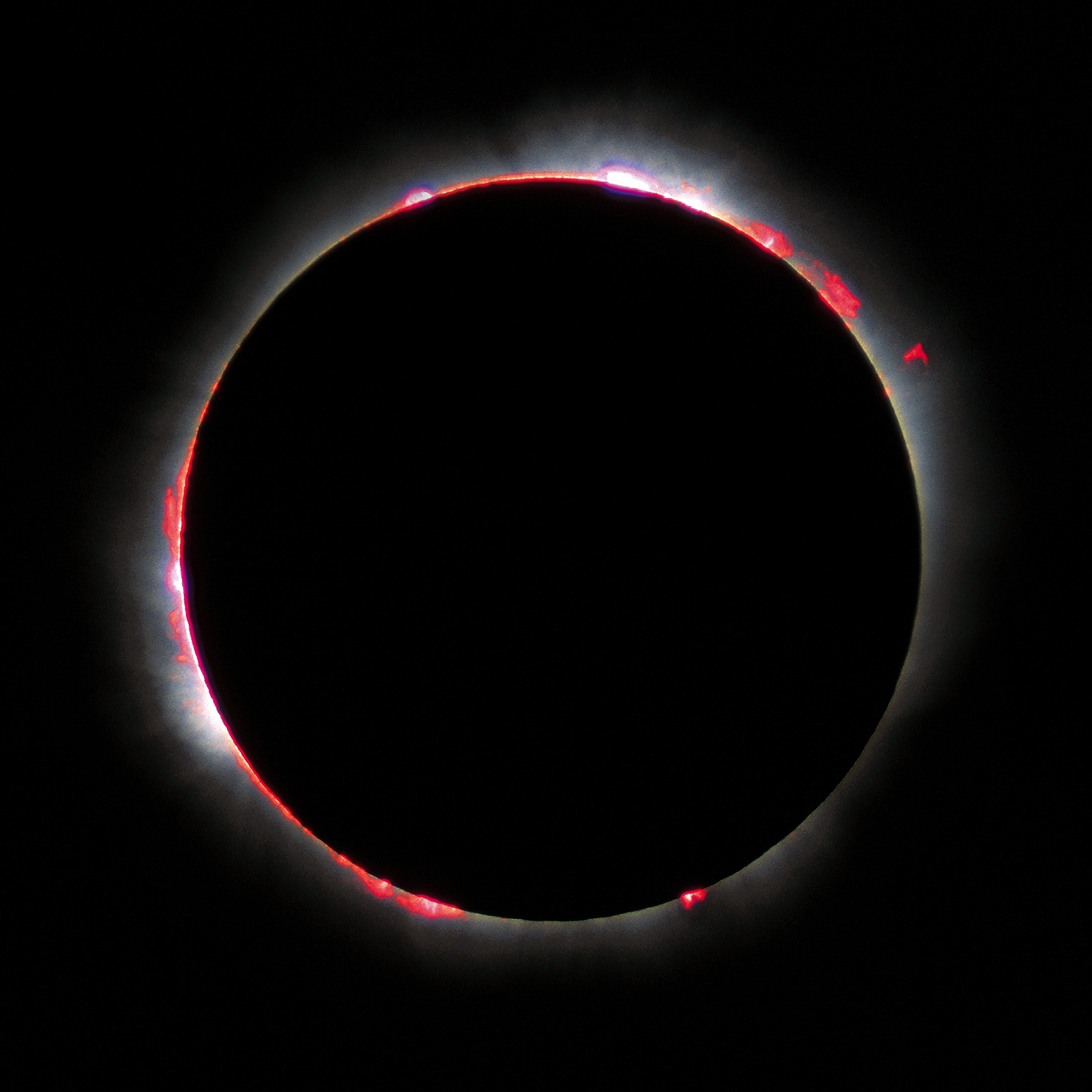
Korona während der Sonnenfinsternis, von Frankreich aus gesehen

- Rumänien: In mehreren Ländern West-, Mittel- und Osteuropas lässt sich eine totale Sonnenfinsternis beobachten. In Rumänien bedeckt der Mond die Sonne zwei Minuten und 23 Sekunden lang zu 100 %.[4]

### Freitag, 13. August 1999

Die Flagge Japans

- Heidelberg/Deutschland: Auf einer Pressekonferenz gibt Steffi Graf ihren sofortigen Rücktritt vom professionellen Tennis-Sport bekannt.[5]
- Tokio/Japan: Der Staat Japan erklärt die seit dem 19. Jahrhundert als Nationalsymbol etablierte weiße Flagge mit roter Sonnenscheibe offiziell zur Nationalflagge und installiert das Lied Kimi Ga Yo (deutsch Herrschaft seiner Majestät) als offizielle Nationalhymne.[6]

### Dienstag, 17. August 1999
- Gölcük/Türkei: In Folge eines Erdbebens der Stärke 7,6 Mw um 3.02 Uhr Ortszeit sterben über 18.000 Menschen. Die am stärksten betroffenen Städte sind Adapazarı, Gölcük, İzmit und Yalova.

### Donnerstag, 19. August 1999
- Greifswald/Deutschland: Auf der Straße erkennt ein Passant Dieter Zurwehme, der sich im Dezember 1998 aus dem offenen Vollzug absetzte. Der verurteilte Mörder lässt sich widerstandslos festnehmen. Die Behörden brachten Zurwehme seit seiner Flucht mit sechs Morden und einer versuchten Vergewaltigung in Verbindung.[7]

### Dienstag, 24. August 1999
- Bremen/Deutschland: Der Bremer Bunkermord wird verübt. Der Doppelmord an einem kurdischen Liebespaar findet in der Nähe des U-Boot-Bunkers Valentin im Bremer Ortsteil Rekum statt.

### Freitag, 27. August 1999
- Deutschland: Electronic Arts veröffentlicht mit Command & Conquer: Tiberian Sun das vierte Spiel der Command-&-Conquer-Reihe in Deutschland. Es wurde von den Westwood Studios entwickelt.
- Kasachstan: Die Raumfahrer der französisch-russischen Mission Mir-Perseus kehren nach etwa sechs Monaten Aufenthalt von der Raumstation Mir zurück zur Erde. Sie forschten dort zu verschiedenen Fragen aus den Bereichen Biowissenschaft, Materialwissenschaft und Raumfahrttechnologie.

### Samstag, 28. August 1999
- Bad Godesberg/Deutschland: Der 1.950 m lange Bad Godesberger Tunnel wird nach fast sieben Jahren Bauzeit fertiggestellt. Er verfügt über zwei nach Fahrtrichtungen getrennte Röhren, die an den beiden Enden in jeweils zwei gemeinsame Ausfahrten münden.
- Las Vegas/Vereinigte Staaten: Bei der Schach-WM des Weltverbands FIDE verweigern die Favoriten Anatoli Karpow und Garri Kasparow aus Russland ihre Teilnahme, weil ihnen das Turniersystem nicht zusagt. Im Finale besiegt der Russe Alexander Chalifman den Armenier Wladimir Hakobjan in sechs Partien und wird neuer Schachweltmeister.[8]
- Sydney/Australien: Die neuseeländische Rugby-Union-Nationalmannschaft erleidet beim Tri Nations 1999 die höchste Niederlage ihrer Geschichte, als sie mit 7:28 gegen die Mannschaft von Australien verliert, gewinnt wegen der vorangegangenen Spiele aber trotzdem das Turnier.[9]

### Montag, 30. August 1999

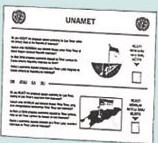
Wahlschein für das Referendum zur Unabhängigkeit Osttimors

- Osttimor/Indonesien: In einem Unabhängigkeitsreferendum soll sich die Bevölkerung zwischen der völligen Unabhängigkeit des Landes und dem Verbleib als Special Autonomous Region of East Timor bei Indonesien entscheiden. Das Referendum bringt eine Mehrheit von 78,5 Prozent für eine Unabhängigkeit.

### Dienstag, 31. August 1999

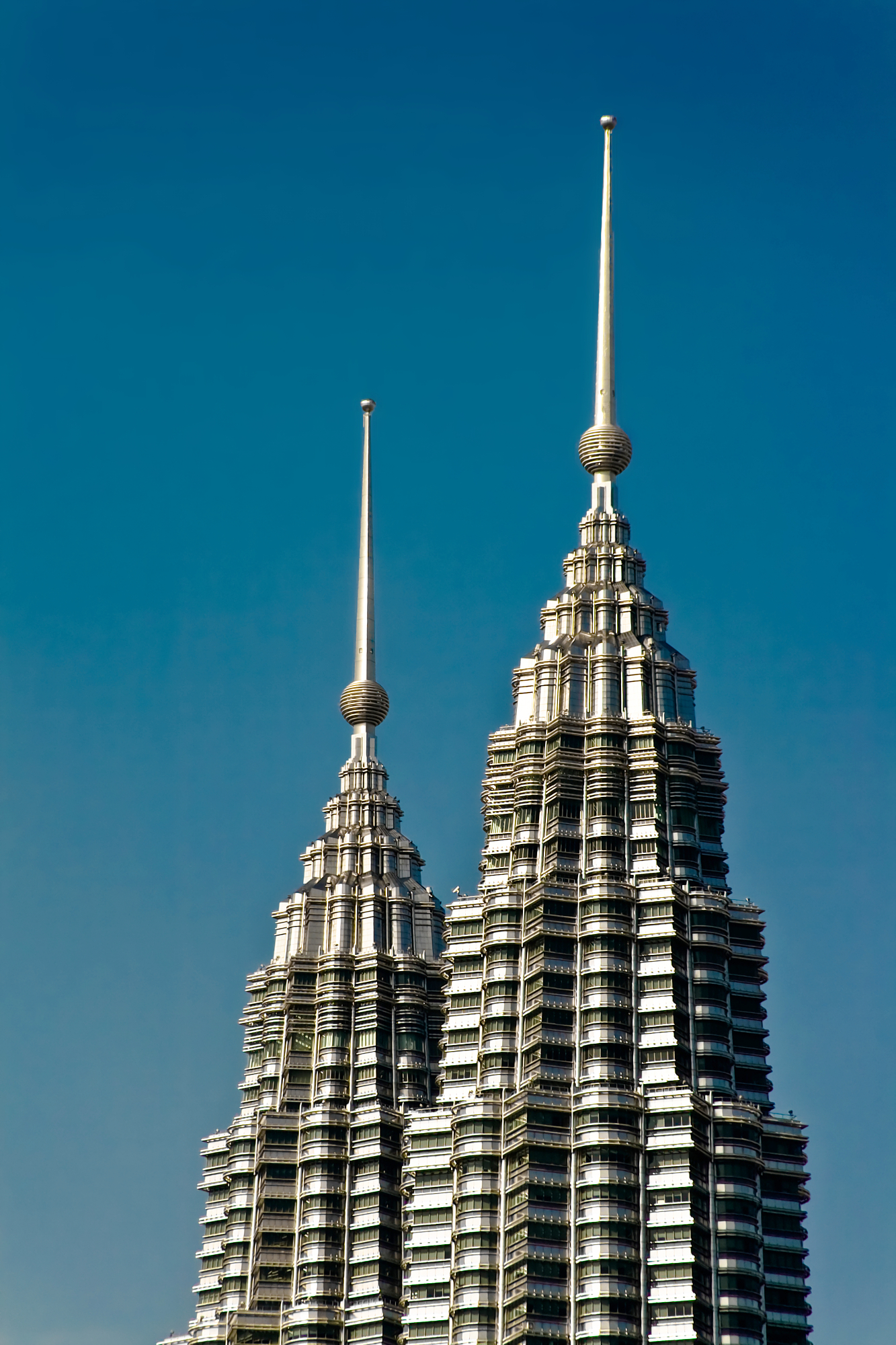
Spitzen der Petronas Towers

- Buenos Aires/Argentinien: Eine Boeing 737 der Fluggesellschaft LAPA rast beim Startversuch auf dem Flughafen Buenos Aires-Jorge Newbery über die Startbahn hinaus. Bei dem Unglück sterben 63 von 103 Insassen sowie zwei Personen außerhalb der Maschine.[10]
- Kuala Lumpur/Malaysia: Die Petronas Towers werden eröffnet. Ihre Turmspitzen enden in 508 m Höhe. Das Dach liegt auf 378 m Höhe und wird weltweit nur vom Dach des Sears Towers in Chicago und vom Dach der Türme von World Trade Center 1 und 2 in New York übertroffen.[11]